# Oboroceni
Oboroceni – wieś w Rumunii, w okręgu Jassy, w gminie Heleșteni. W 2011 roku liczyła 904 mieszkańców.